# Manoir de la Grande Pierre
Le manoir de la Grande Pierre est un édifice situé à Ceaucé, en France.

## Localisation
Le monument est situé dans le département français de l'Orne, au lieu-dit la Grande Pierre à 3,7 km au sud-ouest du bourg de Ceaucé, près de la rive gauche de la Varenne. Le lieu doit son nom au menhir de la Pierre, lui-même classé au titre des monuments historiques et situé près du manoir.

## Architecture
Les façades, les toitures du manoir sont inscrites au titre des monuments historiques depuis le 15 mai 1974.